# Coleophora asteris
Coleophora asteris é uma espécie de mariposa do gênero Coleophora pertencente à família Coleophoridae.